# デルチャ・ミハエラ・ガブリエラ
デルチャ・ミハエラ・ガブリエラ（Delcea Mihaela Gabriela、1980年10月25日 - ）は、ルーマニア出身の外国人タレント、女優。

## 人物
- 身長-171cm
- 体重-51kg
- 3サイズ-B91W62H98
- Fカップ
- 靴のサイズ-25cm

## 出演

### ドラマ
- 生物彗星WoO
- ケータイ捜査官7 第34話ゲスト セシル・アダン役

### バラエティ
- アイチテル! (TBS)
- 草野☆キッド（テレビ朝日）
- 出社が楽しい経済学（NHK教育テレビ）

### 映画
- 日本以外全部沈没(主人公の妻役)
- 劇場版 仮面ライダー剣 MISSING ACE（2004年）結婚式場のスタッフ役
- 女神戦隊Vレンジャー（2005年）
- 笑う大天使（2006年）
- セイキロスさんとわたし（2006年）
- 日本の青空(2007年)
- デトロイト・メタル・シティ(2008年)

### Vシネマ
- アメリカンヒロイン　アストロガール（2007年、2008年）

### CM
- SAMMY 北斗の拳　ユリア役（2008年）
- DAIHATSU タントカスタム　「ディーラー篇」（2009年）